# Cantó d'Alègre
El cantó d'Alègre és un cantó francès del departament de l'Alt Loira, situat al districte de Lo Puèi de Velai. Té 8 municipis i el cap és Alègre.

## Municipis
- Allègre
- Bellevue-la-Montagne
- Céaux-d'Allègre
- La Chapelle-Bertin
- Fix-Saint-Geneys
- Monlet
- Varennes-Saint-Honorat
- Vernassal

## Història
| Data d'elecció                           | Identitat         | Partit        | Qualitat |
| ---------------------------------------- | ----------------- | ------------- | -------- |
| 1964-1970                                | M. Martel         | SFIO          |          |
| 1970-1994                                | Marius Ampilhac   | UDF           |          |
| 1994-2001                                | Yves Ampilhac     | Divers droite |          |
| 2001-2008                                | René Rouvier      | Divers gauche |          |
| 2008-                                    | Marie-Agnès Petit | UMP           |          |
| les dades anteriors no són pas conegudes |                   |               |          |
|                                          |                   |               |          |